# 方大猷
方大猷（?—1660年），字欧余（一说欧虞)，号允升，浙江乌程县籍德清县人（今属湖州市）。明末清初政治人物。

## 生平
崇祯九年（1636年）丙子科浙江鄉試四十二名，崇禎十年（1637年）聯捷丁丑科二甲三十四名进士，吏部观政，十一年授南通州知州，十二年调德州，十五年升河南监军佥事，专管修河，十六年升山東副使，蓟辽监军，崇祯十七年任遵化道佥事，后官至直隶井陘道。曾降大顺，后仕清。顺治元年（1644年）五月，为监军副使招抚山东。顺治元年七月，担任都察院右佥都御史，山东巡抚，疏请将荒地没为官田，分给流民和守兵屯种，三年后，再行起科。顺治二年六月，贬为山东按察使司佥事密云兵备道。顺治二年九月，任河南管河道按察使。顺治十三年，遭弹劾罔上行私，革职下狱。四年后，死于狱中。
工诗书画。山水学董，间为倪、黄。。

## 家族
曾祖方经，寿官；祖方良輔，寿官；父方坤。